# Rozłazino (województwo pomorskie)
Rozłazino (kaszb. Rozłazëno, niem. Roslasin) – wieś kaszubska w Polsce, położona w województwie pomorskim, w powiecie wejherowskim, w gminie Łęczyce. Wieś jest siedzibą sołectwa Rozłazino, w którego skład wchodzą również Jeżewo, Rozłazinko, Redystowo, Dąbrówka Wielka.
Według danych na dzień 31 grudnia 2011 roku wieś zamieszkuje 978 mieszkańców na powierzchni 26,36 km² (powierzchnia obejmuje grunty wsi Rozłazino, Jeżewo i Redystowo). W skład wsi Rozłazino wchodzi również kilka okolicznych osad i przysiółków: Kwietnica, Karczemka Rozłaska, Rębiszcze, Rozłaski Młyn, Rozłazino Wybudowanie.

## Położenie
Rozłazino znajduje się na trasie linii kolejowej Kartuzy – Lębork (obecnie zawieszonej) na wysokości ok. 120 m n.p.m. Najbliżej położonym miastem jest Lębork, wieś znajduje się na południowy wschód od tego miasta. Na północny wschód w odległości ok. 2 km od Rozłazina znajduje się Dąbrowa Góra 210 m n.p.m.

## Integralne części wsi
| SIMC    | Nazwa              | Rodzaj     |
| ------- | ------------------ | ---------- |
| 0167378 | Jeżewo             | osada      |
| 0167384 | Karczemka Rozłaska | przysiółek |
| 0167390 | Kwietnica          | kolonia    |
| 0167409 | Redystowo          | osada      |
| 0167415 | Rębiszcze          | kolonia    |
| 0167421 | Rozłaski Bór       | przysiółek |
| 016744  | Rozłaski Młyn      | kolonia    |
| 0167444 | Rozłazinko         | przysiółek |

## Historia
Pierwsze wzmianki o miejscowości pochodzą dopiero z roku 1356 i związane są z lokowaniem tej miejscowości oraz budową kościoła w dokumencie wydanym przez komtura gdańskiego Swedera von Pfellanda. Jednak wielu badaczy zgodnie przesuwa istnienia w tym miejscu kościoła i osady do początku XIII w., a niektórzy z nich wskazują na istnienie miejscowości z kościołem w XII w. Taka sytuacja związana jest z przechodzącym w średniowieczu przez Rozłazino jednego z dwóch lądowych szlaków komunikacyjnych południowych tj. szlaku (Gdańsk - Oliwa - Szemud - Pobłocie - Strzepcz - Rozłazino - Godętowo - Łęczyce - Łebień - Białogarda - Wicko i dalej na Słupsk). Szlak ten stracił na znaczeniu po upadku ośrodka w Białogardzie i lokowaniu Lęborka w XIV w. przez Krzyżaków, i uaktywnienia się szlaku równoleżnikowego.
Od początku XV w. tj. 1414 roku do 1571 roku przy rozłazińskim kościele funkcjonuje samodzielna parafia z proboszczem. Kres katolickiej parafii kładzie reformacja.
W 1571 roku wizytuje Rozłazino komisja ewangelicka, która nie zastaje pastora, ale zastaje w miejscowości duże rozprężenie moralne za co mieszkańcy zostają skarceni. W latach 1614–1641 działa w kościele w Rozłazinie Zbór. Około roku 1641 na podstawie umowy miejscowy kościół jako będący pod patronatem panującego zostaje zwrócony katolikom i popada w ruinę.
W tym czasie tj. w 1635 roku Rozłazino/Roslasin umieszczone jest na mapach jako miejscowość parafialna. W trakcie wizytacji przedstawiciela biskupa archidiakona A. Albinowskiego w 1686 roku naliczono we wsi 15 katolików.
W 1687 roku na koszt bp Madalińskiego wystawiony zostaje nowy kościół (drugi) na miejsce starego zniszczonego.

W 1760 roku w trakcie wojny siedmioletniej w pobliżu miejscowości przechodzą oddziały kozackie, które pustoszą pobliski Dzięcielec.
W latach 1840–1841 wybudowany został na miejscu poprzedniego obecny kościół. Kościół nie posiadał wieży kościelnej z przeznaczeniem na dzwonnicę, na której wybudowanie nie zgodziły się ówczesne władze pruskie.

Między 1641 a 1864 rokiem mieszkańcy Rozłazina podlegali pod parafię rzymskokatolicką w Lęborku pw. Świętego Jakuba Apostoła obecnie Diecezjalne Sanktuarium św. Jakuba Apostoła. Obecną parafię w Rozłazinie erygowano 28 listopada 1864.
Już w drugiej połowie XVIII wieku istniała w Rozłazinie szkoła. Po jej pożarze w 1894 roku wybudowano nowy budynek szkolny, który rozbudowano 1924 roku ze względu na dużą liczbę uczniów.

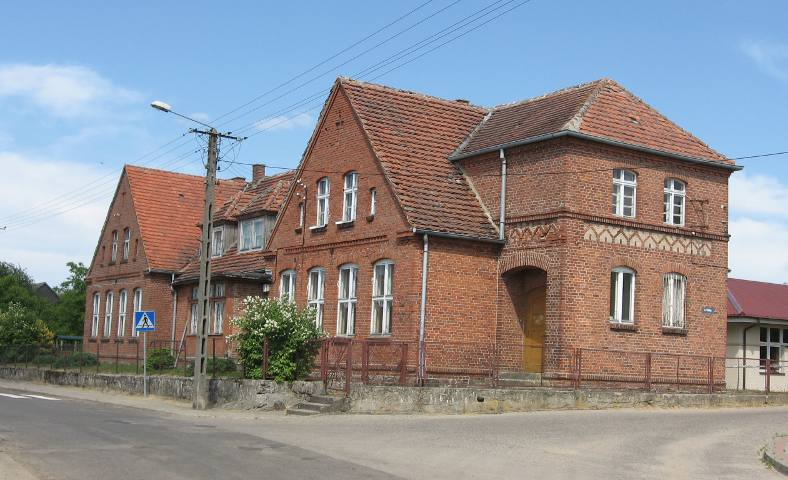
Stara szkoła w Rozłazinie z przełomu XIX i XX wieku

W 1905 roku do Rozłazina dotarła kolej. Do obecnych czasów dotrwał budynek „stacji kolejowej” w Rozłazinie.
Po I wojnie światowej pomimo uchwalonej w 1919 przez mieszkańców Rozłazina rezolucji o przyłączeniu do Polski – II Rzeczypospolitej, miejscowość znalazła się na terytorium niemieckim w ówczesnej Republice Weimarskiej.
W latach 1922–1923 w prezbiterium kościoła w Rozłazinie zamontowano dwa witraże z polskimi napisami, kaszubsko-polskimi i niemieckimi nazwiskami, jak również datami śmierci 58 mieszkańców parafii poległych w czasie pierwszej wojny. Polegli pochodzili z miejscowości: Godętowo, Jeżewo, Węgornia, Bożepole Małe, Bożepole Wielkie, Chmieleniec, Wielistowo, Łówcz, Okalice, Osiek, Nowe Rozłazino, Rozłazino, jak również z miejscowości, które znalazły się po ówczesnej polskiej stronie granicy. Na witrażach nie umieszczono z nieznanych powodów, nazwiska co najmniej pięciu poległych, pochodzących z terenu tej parafii.

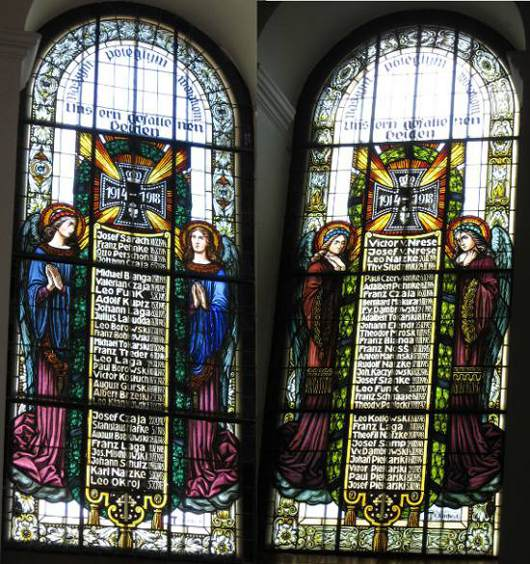
Witraże z 1923 roku z kościoła w Rozłazinie, zawierają nazwiska mieszkańców parafii poległych w czasie pierwszej wojny

W okresie międzywojennym na terenie ówczesnej Gminy Rozłazino i samego Rozłazina działał Związek Polaków w Niemczech.
W sierpniu 1939 w trakcie przygotowań do wojny na terenie Gminy Roslasin w Rozłazinie i pobliskim Popowie zostaje rozlokowane po plutonie Grenzschutzu w ramach osłony niemieckiej strony pobliskiej granicy.
Pod koniec II wojny światowej w 1945 roku Rozłazino znajdowało się na trasie tzw. ewakuacji więźniów niemieckiego obozu koncentracyjnego Stutthof. Na cmentarzach Łówcza i Nawcza znajdują się groby pomordowanych przez hitlerowców więźniów Stutthofu, którym niedane było nigdy osiągnąć celu owego marszu śmierci.
W marcu 1945 roku miejscowość zostaje zajęta – „wyzwolona” przez oddziały armii czerwonej. W wyniku tego radzieccy żołnierze dokonują wielu gwałtów zostaje zabitych i zamordowanych od kilku do kilkunastu mieszkańców Rozłazina. Oprócz tego spalone zostaje kilka okolicznych zabudowań.
W 1945 roku nastąpiły wysiedlenia ludności niemieckiej ze szczególnym uwzględnieniem „ewangelickiej” przez nowe władze i napływem w jej miejsce ludności polskiej „katolickiej”, oraz przejmowaniem majątków tzw. poniemieckich prywatnych jak i kościołów ewangelickich.
| Rok     | Polacy | Niemcy |
| ------- | ------ | ------ |
| 1945.09 | 620    | 2340   |
| 1945.10 | 625    | 2230   |
| 1945.11 | 745    | 1800   |
| 1946.08 | 1881   | 582    |

Wysiedlenia i zmiany ludności w Gminie Rozłazino w latach 1945–1946.
Wysiedlenia na mniejszą skalę kontynuowane były jeszcze na początku lat 50. XX w. tym razem do NRD w ramach tzw. „akcji łączenia rodzin”.
15 marca 1947 roku nazwa miejscowości została zmieniona z Roslasin na Rozłazino.
Na przełomie XX i XXI wieku za budynkiem starej szkoły wybudowano nową. Obecnie w Rozłazinie funkcjonuje nowa szkoła podstawowa i przedszkole w tym samym budynku.
W latach 2013–2014 przy kościele wybudowana zostaje wieża dzwonnicy.
Co najmniej od początku XX w. do czasów obecnych w miejscowości funkcjonuje placówka Ochotniczej Straży Pożarnej.
W latach 1945–1954 miejscowość administracyjnie należała do województwa gdańskiego, powiatu lęborskiego, gminy Rozłazino. Po zniesieniu gmin i pozostawieniu w ich miejscu gromad, w latach 1957–1975 miejscowość administracyjnie należała do województwa gdańskiego, powiatu lęborskiego, gromady Rozłazino. W latach 1975–1998 miejscowość administracyjnie należała do województwa gdańskiego. Obecnie miejscowość zaliczana jest do ziemi lęborskiej włączonej w skład powiatu wejherowskiego.

### Liczba mieszkańców Rozłazina w wybranych latach
| Rok        | Katolicy | Protestanci -Ewangelicy | razem |
| ---------- | -------- | ----------------------- | ----- |
| 1780       | 40       | 60                      | 100   |
| około 1900 | --       | --                      | 500   |
| 1925*      | "344"    | "552"                   | "896" |
| 1933*      | --       | --                      | 887   |
| 1939*      | --       | --                      | 859   |
| 2006*      | --       | --                      | 950   |

## Zabytki
Na terenie wsi znajdują się
- kościół z 1841 roku
- budynek szkoły z przełomu XIX i XX wieku
- nieczynna gorzelnia z początku XX wieku
- budynki mieszkalne z początku XX wieku, należące wówczas do niemieckich służb celnych
- budynek stacji kolejowej w Rozłazinie z początku XX wieku

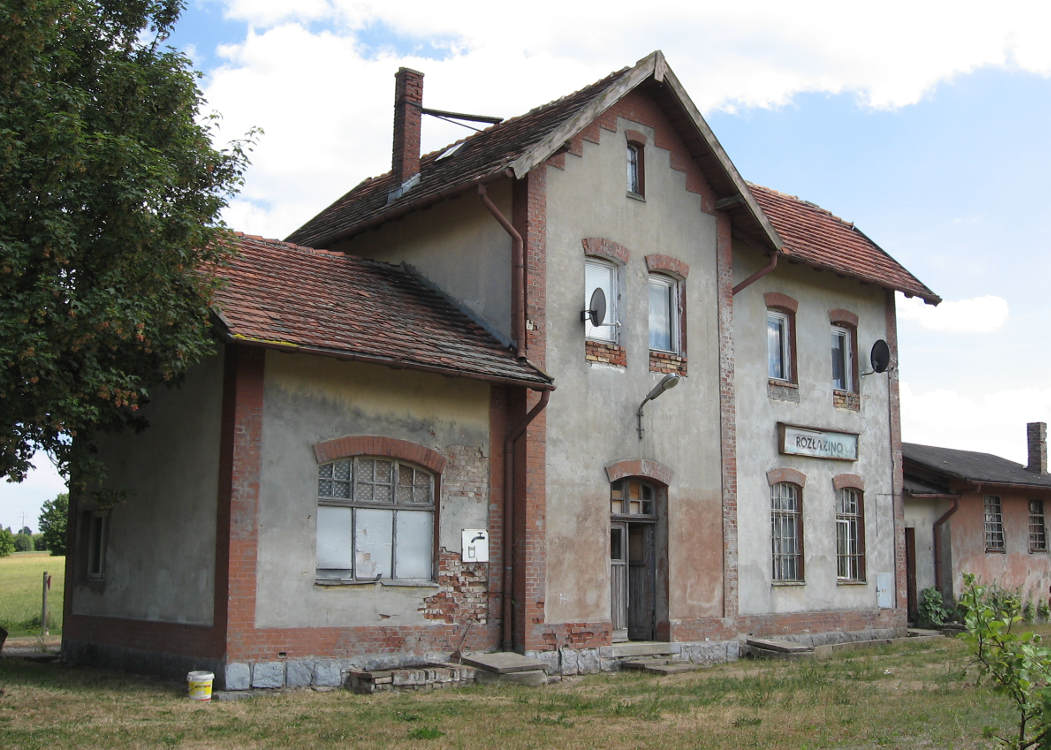
Budynek przystanku kolejowego w Rozłazinie w 2010 roku

- droga alejowa wjazd do miejscowości od strony Godętowa

## Pomniki
- pomnik św. Jana Pawła II, odsłonięty w 2006 roku[31]

## Sąsiednie miejscowości
- Dąbrówka Wielka
- Godętowo
- Jeżewo
- Łówcz Górny
- Nawcz
- Redystowo